# Zwartkuifkoketkolibrie
De zwartkuifkoketkolibrie (Lophornis helenae) is een vogel uit de familie Trochilidae (kolibries).

## Verspreiding en leefgebied
Deze soort komt voor van zuidelijk Mexico tot Costa Rica.